# U-34 (tàu ngầm Đức) (1936)
U-34 là một tàu ngầm tấn công  Lớp Type VII thuộc phân lớp Type VIIA được Hải quân Đức Quốc Xã chế tạo trước Chiến tranh Thế giới thứ hai. Nhập biên chế năm 1936, nó đã can thiệp vào cuộc Nội chiến Tây Ban Nha, và thực hiện được bảy chuyến tuần tra trong Thế Chiến II, đánh chìm được ba tàu chiến và mười chín tàu buôn với tổng tải trọng 94.684 GRT, đồng thời gây tổn thất toàn bộ cho một tàu chiến khác và chiếm giữ hai tàu buôn như chiến lợi phẩm. U-34 bị mất sau tai nạn va chạm với tàu tiếp liệu tàu ngầm Lech trong biển Baltic vào ngày 5 tháng 8, 1943. 

## Thiết kế và chế tạo

### Thiết kế
Tàu ngầm Type VII được thiết kế căn bản dựa trên những kiểu tàu ngầm của Đế quốc Đức thời Chiến tranh Thế giới thứ nhất. Chúng có trọng lượng choán nước 626 t (616 tấn Anh) khi nổi và 745 t (733 tấn Anh) khi lặn), con tàu có chiều dài chung 64,51 m (211 ft 8 in), lớp vỏ trong chịu áp lực dài 45,50 m (149 ft 3 in), mạn tàu rộng 5,58 m (18 ft 4 in), chiều cao 9,50 m (31 ft 2 in) và mớn nước 4,37 m (14 ft 4 in).
Chúng trang bị hai động cơ diesel MAN M 6 V 40/46 6-xy lanh 4 thì, tổng công suất 2.100–2.310 PS (1.540–1.700 kW; 2.070–2.280 bhp) ở tốc độ vòng quay 470-485 vòng mỗi phút, cho phép đạt tốc độ tối đa 17 kn (31 km/h), và tầm hoạt động tối đa 6.200 nmi (11.500 km) khi đi tốc độ đường trường 10 kn (19 km/h). Khi đi ngầm dưới nước, chúng sử dụng hai động cơ/máy phát điện Brown, Boveri & Cie GG UB 720/8 tổng công suất 750 PS (550 kW; 740 shp). Tốc độ tối đa khi lặn là 8 kn (15 km/h), và tầm hoạt động 95 nmi (176 km) ở tốc độ 4 kn (7,4 km/h).
Vũ khí trang bị có năm ống phóng ngư lôi 53,3 cm (21 in), bao gồm bốn ống trước mũi và một ống phía đuôi, và mang theo tổng cộng 11 quả ngư lôi, hoặc tối đa 22 quả thủy lôi TMA, hoặc 33 quả TMB. Tàu ngầm Type VIIA bố trí một hải pháo 8,8 cm SK C/35 cùng một pháo phòng không 2 cm (0,79 in) trên boong tàu. Thủy thủ đoàn bao gồm 4 sĩ quan và 40-56 thủy thủ.

### Chế tạo
U-34 được đặt hàng vào ngày 25 tháng 3, 1935, rõ ràng là một vi phạm Hiệp ước Versailles do điều khoản cấm Đức sở hữu tàu ngầm. Nó được đặt lườn tại xưởng tàu của hãng Friedrich Krupp Germaniawerft tại Kiel vào ngày 15 tháng 9, 1935, hạ thủy vào ngày 17 tháng 7, 1936, và nhập biên chế cùng Hải quân Đức Quốc Xã vào ngày 12 tháng 9, 1936 dưới quyền chỉ huy của Hạm trưởng, Đại úy Hải quân Ernst Sobe.

## Lịch sử hoạt động
Sau khi nhập biên chế, U-34 phục vụ cùng Chi hạm đội U-boat 2 cho đến tháng 9, 1940, khi nó được điều sang Chi hạm đội U-boat 21 trong một tháng, và sau đó là Chi hạm đội U-boat 24.

### Cuộc Nội chiến Tây Ban Nha
Từ tháng 11, 1936, U-34 đã tham gia trong Chiến dịch Ursula, là hoạt động của tàu ngầm Đức hỗ trợ cho lực lượng hải quân của tướng Francisco Franco trong cuộc Nội chiến Tây Ban Nha. Dưới quyền chỉ huy của Hạm trưởng, Đại úy Hải quân Harald Grosse, nó đã đánh chìm tàu ngầm C-3 của hải quân phe Cộng hòa ngoài khơi bờ biển Málaga vào ngày 12 tháng 12, 1936.

### 1939

#### Chuyến tuần tra thứ nhất
U-34 xuất phát từ cảng Wilhelmshaven vào ngày 19 tháng 8 cho chuyến tuần tra đầu tiên ngay khi Thế Chiến II còn chưa chính thức bắt đầu. Nó đã đi đến Bắc Hải, rồi băng qua khe GIUK giữa các quần đảo Faroe và Shetland để tiến vào khu vực Đại Tây Dương vào khoảng ngày 24 tháng 8, rồi quay xuống phía Nam đến vùng biển phía Tây Ireland. Vào ngày 7 tháng 9, chiếc tàu ngầm đã đánh chìm tàu buôn Anh Pukkastan 5.809 GRT tại vị trí 39 nmi (72 km) về phía Tây Nam Bishop Rock, rồi sang ngày hôm sau đã tiếp tục đánh chìm tàu buôn Anh Kennebec 5.548 GRT tại vị trí 70 nmi (130 km) về phía Tây Nam quần đảo Scilly. U-34 cũng đã gây hư hại, rồi chiếm chiếc tàu buôn Estonia Hanonia 1.781 GRT như chiến lợi phẩm cùng với hàng hóa gỗ đang được vận chuyển từ Na Uy đến Anh. Hanonia được áp giải về cảng Kiel và sau đó là Hamburg, còn U-34 quay trở về Wilhelmshaven vào ngày 26 tháng 9.

#### Chuyến tuần tra thứ hai
U-34 lại khởi hành từ cảng Wilhelmshaven vào ngày 17 tháng 10 cho chuyến tuần tra thứ hai, theo lộ trình cũ qua Bắc Hải để đến vùng biểnphía Tây Nam Ireland. Tại Bắc Hải, nó đánh chìm tàu buôn Thụy Điển Gustav Adolf 926 GRT và tàu buôn Anh Sea Venture 2.327 GRT cùng vào ngày 20 tháng 10. Sau đó tại vùng biển Ireland nó đánh chìm các tàu buôn Anh Bronte 5.317 GRT vào ngày 27 tháng 10 và Malabar 7.976 GRT hai ngày sau đó. Trên đường quay trở về căn cứ, tại vị trí 80 mi (130 km) về phía Tây Stavanger, Na Uy, U-34 đã chiếm chiếc tàu buôn Na Uy Snar 3.176 GRT như chiến lợi phẩm vào ngày 9 tháng 11 và áp giải về Frederiksort. U-34 quay trở về Wilhelmshaven vào ngày 12 tháng 11.

### 1940

#### Chuyến tuần tra thứ ba
U-34 lặp lại lộ trình của hai chuyến tuần tra trước đây trong chuyến tuần tra tiếp theo, bắt đầu từ ngày 1 tháng 1, 1940 và xuất phát từ Wilhelmshaven. Vào ngày 19 tháng 1, nó đã rải một bãi tám quả thủy lôi TMC ngoài khơi vịnh Falmouth, Cornwall, đã khiến cho tàu buôn Caroni River 7.807 GRT bị đắm vào ngày hôm sau. Đến ngày 28 tháng 1, U-34 đã đánh chìm tàu buôn Hy Lạp Eleni Stathatou 5.625 GRT. Chiếc tàu ngầm quay trở về Wilhelmshaven vào ngày 6 tháng 6. 

#### Chuyến tuần tra thứ tư và thứ năm
U-34 xuất phát từ cảng Wilhelmshaven vào ngày 11 tháng 3 cho chuyến tuần tra thứ tư, và đã hoạt động tại Bắc Hải và ngoài khơi bờ biển Na Uy. Nó không bắt gặp mục tiêu nào, và đã quay trở về căn cứ Wilhelmshaven vào ngày 30 tháng 3. 
Trong chuyến tuần tra thứ năm từ ngày 3 tháng 4 đến ngày 30 tháng 4, vốn xuất phát và kết thúc cùng tại Wilhelmshaven, U-34 hoạt động tại Bắc Hải và ngoài khơi bờ biển Na Uy để hỗ trợ cho Chiến dịch Weserübung xâm chiếm Na Uy và Đan Mạch. Vào ngày 13 tháng 4, nó đã phóng ngư lôi phá hủy tàu rải mìn Na Uy HNoMS Frøya, vốn đã bị thủy thủ đoàn Na Uy cho mắc cạn và đánh chìm.

#### Chuyến tuần tra thứ sáu
U-34 xuất phát từ cảng Wilhelmshaven vào ngày 22 tháng 6 cho chuyến tuần tra thứ sáu, là chuyến tuần tra thành công nhất với bảy tàu buôn và một tàu chiến đối phương bị đánh chìm. Chiếc tàu ngầm đã đi sang Bắc Hải, rồi băng qua khe GIUK vào ngày 26 tháng 6 để tiến vào vùng biển Đại Tây Dương và hoạt động tại khu vực Tây Nam Ireland. Thoạt tiên nó đánh chìm tàu khu trục Anh HMS Whirlwind ở vị trí cách 120 nmi (220 km) về phía Tây Lands End, Cornwall vào ngày 5 tháng 7.
Chỉ trong vòng 24 giờ tiếp theo, nó lại đánh chìm tàu buôn Estonia Vapper 4.543 GRT, và sau đó là tàu buôn Hà Lan Lucrecia 2.584 GRT vào ngày 7 tháng 7, tàu buôn Estonia Tiiu 1.865 GRT vào ngày 9 tháng 7, và tàu buôn Phần Lan Petsamo 4.596 GRT vào ngày 10 tháng 7. Sang ngày hôm sau, U-34 tiếp tục đánh chìm tàu buôn Na Uy Janna 2.197 GRT, rồi đến lượt tàu buôn Hy Lạp Evdoxia 2.018 GRT vào ngày 15 tháng 7. Sử dụng hết số ngư lôi mang theo, U-34 sử dụng hải pháo đánh chìm tàu buôn Hy Lạp Naftilos 3.531 GRT cũng trong ngày 15 tháng 7, rồi quay về căn cứ mới tại cảng Lorient, tại nước Pháp vừa bị chiếm đóng sau khi Pháp thua trận, đến nơi vào ngày 18 tháng 7.

#### Chuyến tuần tra thứ bảy
U-31 khởi hành từ cảng Lorient vào ngày 23 tháng 7 cho chuyến tuần tra thứ bảy, cũng là chuyến cuối cùng, tại Khu vực Tiếp cận phía Tây. Nó đã đánh chìm các tàu buôn Anh Accra 9.337 GRT vào ngày 26 tháng 7, Vinemoor 4.359 GRT vào ngày 26 tháng 7, và Sambre 5.260 GRT cùng Thiara 10.364 GRT vào ngày 27 tháng 7.
Kết thúc chuyến tuần tra, trên đường quay trở lại Đức theo lối Bắc Hải, nó sử dụng quả ngư lôi cuối cùng còn lại đánh chìm tàu ngầm Anh HMS Spearfish vào ngày 1 tháng 8. Sang ngày hôm sau, lúc 07 giờ 50 phút, tàu ngầm Hà Lan HNLMS O 22 trông thấy U-34 đang di chuyển trên mặt biển về phía Tây Nam Na Uy, nhưng không thể tiếp cận để tấn công. U-34 quay trở về cảng Wilhelmshaven an toàn vào ngày 3 tháng 8.

### 1943 - Bị mất
Sau chuyến tuần tra cuối cùng, U-34 được rút khỏi hoạt động trên tuyến đầu, và được đưa về Chi hạm đội U-boat 24 để làm nhiệm vụ huấn luyện tại khu vực biển  Baltic. Ngoài khơi Memel (nay là Klaipėda thuộc Lithuania) vào ngày 5 tháng 8, 1943, U-34 mắc tai nạn va chạm với tàu tiếp liệu tàu ngầm Lech lúc 21 giờ 55 phút, và đắm tại tọa độ 55°42′B 21°09′Đ / 55,7°B 21,15°Đ. Bốn thành viên thủy thủ đoàn đã thiệt mạng, và 39 người sống sót được cứu vớt. Chiếc tàu ngầm được trục vớt vào ngày 24 tháng 8, nhưng bị xóa đăng bạ vào ngày 8 tháng 9, 1943 và bị tháo dỡ sau đó.

### Tóm tắt chiến công
U-34 đã đánh chìm được ba tàu chiến và mười chín tàu buôn với tổng tải trọng 94.684 GRT, đồng thời gây tổn thất toàn bộ cho một tàu chiến khác và chiếm giữ hai tàu buôn như chiến lợi phẩm:
| Ngày              | Tên tàu         | Quốc tịch              | Tải trọng | Số phận                  |
| ----------------- | --------------- | ---------------------- | --------- | ------------------------ |
| 12 tháng 12, 1936 | C-3             | Spanish Republic       | 925       | Bị đánh chìm             |
| 7 tháng 9, 1939   | Pukkastan       | United Kingdom         | 5.809     | Bị đánh chìm             |
| 8 tháng 9, 1939   | Kennebec        | United Kingdom         | 5.548     | Bị đánh chìm             |
| 24 tháng 9, 1939  | Hanonia         | Estonia                | 1.781     | Chiếm như chiến lợi phẩm |
| 20 tháng 10, 1939 | Gustav Adolf    | Sweden                 | 926       | Bị đánh chìm             |
| 20 tháng 10, 1939 | Sea Venture     | United Kingdom         | 2.327     | Bị đánh chìm             |
| 27 tháng 10, 1939 | Bronte          | United Kingdom         | 5.317     | Bị đánh chìm             |
| 29 tháng 10, 1939 | Malabar         | United Kingdom         | 7.976     | Bị đánh chìm             |
| 9 tháng 11, 1939  | Snar            | Norway                 | 3.176     | Chiếm như chiến lợi phẩm |
| 20 tháng 1, 1940  | Caroni River    | United Kingdom         | 7.807     | Bị đánh chìm (mìn)       |
| 28 tháng 1, 1940  | Eleni Stathatou | Greece                 | 5.625     | Bị đánh chìm             |
| 13 tháng 4, 1940  | HNoMS Frøya     | Norway                 | 595       | Tổn thất toàn bộ         |
| 5 tháng 7, 1940   | HMS Whirlwind   | Hải quân Hoàng gia Anh | 1.100     | Bị đánh chìm             |
| 6 tháng 7, 1940   | Vapper          | Estonia                | 4.543     | Bị đánh chìm             |
| 7 tháng 7, 1940   | Lucrecia        | Netherlands            | 2.584     | Bị đánh chìm             |
| 9 tháng 7, 1940   | Tiiu            | Estonia                | 1.865     | Bị đánh chìm             |
| 10 tháng 7, 1940  | Petsamo         | Finland                | 4.596     | Bị đánh chìm             |
| 11 tháng 7, 1940  | Janna           | Norway                 | 2.197     | Bị đánh chìm             |
| 15 tháng 7, 1940  | Evdoxia         | Greece                 | 2.018     | Bị đánh chìm             |
| 15 tháng 7, 1940  | Naftilos        | Greece                 | 3.531     | Bị đánh chìm             |
| 26 tháng 7, 1940  | Accra           | United Kingdom         | 9.337     | Bị đánh chìm             |
| 26 tháng 7, 1940  | Vinemoor        | United Kingdom         | 4.359     | Bị đánh chìm             |
| 27 tháng 7, 1940  | Sambre          | United Kingdom         | 5.260     | Bị đánh chìm             |
| 27 tháng 7, 1940  | Thiara          | United Kingdom         | 10.364    | Bị đánh chìm             |
| 1 tháng 8, 1940   | HMS Spearfish   | Hải quân Hoàng gia Anh | 670       | Bị đánh chìm             |